# Bevolkingsbeheersing
Bevolkingsbeheersing is het onder controle houden van de bevolkingsomvang en samenstelling. Dit kan betrekking hebben op zowel groei als daling. De eventueel gevolgde bevolkingspolitiek is afhankelijk van de voorziene gevolgen van een groei of daling. Enerzijds laat de bevolkingsgroei de sociale en ecologische druk toenemen, anderzijds betekent het economische groei en politieke macht.
Op dit laatste lag de nadruk onder het mercantilisme. In de achttiende eeuw kwam er echter ook aandacht voor de negatieve kanten van de bevolkingsgroei. In West-Europa begon rond 1750 de demografische transitie. Dankzij betere landbouw- en veeteeltmethoden en nieuwe voedingsgewassen namen de opbrengsten sterk toe en kon een groeiende bevolking gevoed worden. Dankzij onder meer de sanitaire revolutie en de verlaging van de huwelijksleeftijd versnelde na 1800 de groei nog. Malthus voorzag dat de bevolkingsgroei exponentieel zou verlopen en de landbouwproductie lineair, met een catastrofe tot gevolg. Uiteindelijk kwam het echter niet zover door verbeterde landbouwtechnieken en wist de landbouwproductie zelfs de nog veel sterkere bevolkingsgroei van de tweede helft van de twintigste eeuw bij te benen. Volgens Ester Boserup was bevolkingsgroei zelfs een stimulans voor agrarische intensivering.
De nadruk lag dan ook tot in de twintigste eeuw op bevolkingsgroei zoals onder Hitler en Stalin. Na 1950 leek de groei in een aantal landen echter zo groot dat men daar overging tot maatregelen om de groei te beperken. In India werden burgers na 1952 aangemoedigd om de gezinsgrootte te beperken. In de jaren 1970 kwam het zelfs tot gedwongen sterilisatie, maar door de grote tegenstand werd dit weer afgeschaft. Hoewel men de bevolkingsgroei tot een derde van die in 1952 had weten terug te brengen, was de bevolking in de jaren negentig toch verdubbeld en wordt verwacht dat India over niet al te lange tijd China inhaalt als land met het grootste aantal inwoners. In China werd men al vanaf 1970 aangemoedigd om laat te trouwen en niet meer dan twee kinderen te krijgen, terwijl in 1979 de eenkindpolitiek werd ingevoerd. Tussen 1970 en 2000 daalde het geboortecijfer met twee derde, sneller dan ooit in de geschiedenis.
In landen met een beperkte groei of zelfs krimp gold een tegenovergestelde politiek. Zo werd in veel Europese landen en Japan kinderbijslag ingevoerd.

## Theorievorming over bevolkingsbeheersing bij jager-verzamelaars

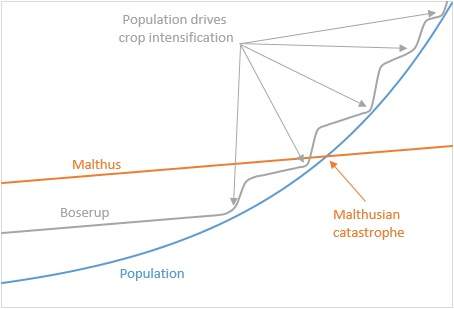
Bevolkingsgroei en voedselproductie volgens Boserup en volgens Malthus

Er zijn verschillende benaderingen om de beperking van de bevolkingsgroei te verklaren. Malthusianen zien de limieten aan de voedselproductie als de grens van de bevolkingsgroei, terwijl volgens boserupianen de bevolkingsdruk juist een stimulans is om de voedselproductie te verhogen. In deze discussie zijn demografen veelal malthusianen, terwijl antropologen Malthus nauwelijks noemen.
Volgens Boserup is de push van bevolkingsgroei de impuls tot agrarische intensivering, terwijl malthusianen een de pull van hogere welvaart als drijfveer zien van verhoogde voedselproductie. De mechanismes achter de lage bevolkingsgroei moeten volgens Boserup dan ook ergens anders gezocht worden.

### Antropologische traditie
Het idee dat vroege samenlevingen die zich in erbarmelijke omstandigheden op de rand van hongersnood bevonden, werd invloedrijk door Herbert Spencer die in 1864 Principles of Biology publiceerde. Deze staat zou resulteren in een malthusiaans evenwicht waarbij de beperkingen van de voedselproductie de bevolkingsgroei remde.
Alexander Carr-Saunders stelde in 1922 in The Population Problem op basis van antropologische observaties van moderne jager-verzamelaars dat er juist sprake was van gezonde samenlevingen in evenwicht. Carr-Saunders baseerde zich vooral op Edwin Cannan die in Wealth uit 1914 stelde dat er een optimale bevolkingsdichtheid was waarbij het inkomen per capita maximaal was. Het evenwicht werd daarbij bewaard door seksuele onthouding post partum, langdurige borstvoeding, oorlogvoering, verwaarlozing van kinderen, abortus en kindermoord. In moderne samenlevingen van jager-verzamelaars werd dit veel minder aangetroffen, aangezien het sterftecijfer hier veel hoger lag door contact met de westerse wereld en bevolkingsbeheersing los werd gelaten.
De methodes van bevolkingsbeheersing die Carr-Saunders had genoemd, vormden de basis van onderzoek dat daarna volgde. Uit onderzoek bij jager-verzamelaars die relatief weinig contact met het westen hadden gehad zoals Eskimo's en Aborigines, bleek dat er nauwelijks aanwijzingen waren voor gebruik van anticonceptie en abortus. Abortus bleek zeer moeilijk en risicovol in deze samenlevingen. Dit gold ook voor onderzoek van Edward Moffat Weyer bij de Eskimo's die in plaats daarvan wel infanticide en het doden van ouderen, senilicide, en zwakkeren zag. Hij zag geen groepsdruk, maar vooral individuele of gezinsbeslissingen op basis van de beschikbaarheid van levensbehoeften. Raymond Firth kwam met zijn onderzoek naar de Tikopia nog het dichtst in de buurt van de door Carr-Saunders beschreven samenleving.
Marshall Sahlins ging in 1966 in tegen het tot dan toe populaire idee dat jager-verzamelaars continu op de rand van verhongering verkeerden, zoals Melville Herskovits nog stelde in 1952. Sahlins draaide het om en stelde juist dat de jager-verzamelaars een overvloedige welvaart kenden en zo de oorspronkelijke welvaartssamenleving vormden, waarbij een beperking van de bevolkingsgroei essentieel was om die welvaart te behouden. Onder meer infanticide, senilicide en seksuele onthouding tijdens de borstvoedingsperiode zouden de beperkende methodes zijn. Hoewel er op die welvaart later het nodige werd afgedongen, zochten anderen hierna ook naar alternatieve mechanismes.
Robert Sussman stelde dat de sterke bevolkingsgroei tijdens het neolithicum geen gevolg was van een grotere voedselproductie, maar slechts een correlatie. Sussman zag op basis van observaties bij gorilla's dat de langdurige afhankelijkheid van zuigelingen een lange geboorte-interval (birth spacing) tot gevolg had, dat diende als beperkingsmechanisme. De sedentaire levensstijl tijdens het neolithicum zou een kortere geboorte-interval hebben toegelaten.
Marvin Harris stelde in 1977 ook dat infanticide een belangrijke rol speelde.
Fekri Hassan volgde Sussman in diens methodiek, maar zag de geboorte-interval niet als het werkzame mechanisme. Ook zag hij mobiliteit niet als bepalende factor van de geboorte-interval. Hassan zag kinderdoding, overlijden tijdens zwangerschap, oorlogsvoering, sterfte door omgevingsgevaren en een hogere natuurlijke sterfte als oorzaak.
Given certain assumptions, inferences can also be made about birth rates, population growth rates, and population size. Conditions of high pre-adult and adult mortality, late age at nubility, and long childspacing periods did not inhibit the potential for great population increases among prehistoric groups. The use of population controls, direct or indirect, must have been common to maintain a balanced population.
Kim Hill en Ana Magdalena Hurtado bestudeerden de Aché die nauwelijks contact hadden met de buitenwereld, waarin zij verschillen van de !Kung. De Aché maakten een snelle bevolkingsgroei door en hadden een hogere gewelddadige sterfte dan de !Kung en ook infanticide kwam hier vaker voor. De groei zou een reactie zijn op een eerdere achteruitgang na strijd met een andere groep en een zaagtandmodel zou hier van toepassing zijn. Alleen zou een onveranderde bevolkingsgrootte op de lange termijn alleen mogelijk zijn met hogere sterftecijfers dan ooit waargenomen. Daarmee was de hunter-gatherer population paradox weer terug.
Uitgaande van het zaagtandmodel onderzocht Charles Keckler in hoeverre catastrofes konden bijdragen aan een stabiele bevolkingsgrootte op de lange termijn. Hij zag dat er bij een groei van 0,007/1000/jaar een evenwicht was als er elke 50 jaar een ramp was waarbij 25% van de bevolking stierf. Hoewel dit evenwicht sterk afhankelijk is van de omvang en frequentie van de catastrofes, is het mogelijk een van de mechanismes geweest.
Een van de mogelijke catastrofes zou oorlogsvoering geweest kunnen zijn. Hill et al zagen dit op basis van observaties bij de Hiwi als waarschijnlijker dan ziektes. Robert L. Kelly zag geen verband tussen bevolkingsdichtheid en interne oorlogsvoering, maar wel tussen bevolkingsdruk en interne oorlogsvoering.
Renee Pennington stelde dat er maar weinig studies waren die een verschil in geboorte-interval zagen tussen nomadische jager-verzamelaars en hun sedentaire tegenhangers. Zij observeerde dat er regelmatig sprake was van een levensverwachting hoger dan 25 jaar die hoort bij een vruchtbaarheidscijfer (total fertility rate, TFR) van de gangbare 6. Op basis daarvan stelde zij dat de vruchtbaarheid periodiek lager moet zijn geweest en stelde dat onvruchtbaarheid als gevolg van seksueel overdraagbare aandoeningen een plausibele verklaring kon zijn van een beperkte bevolkingsgroei.

### Demografische traditie
Veel demografen werden aanvankelijk beïnvloed door Norman Himes die in 1936 Medical History of Contraception publiceerde. Himes stelde dat coitus interruptus, sponsen, douches, zetpillen en kruiden al millennia gebruikt werden als contraceptie. Frank Notestein van het Office of Population Research (OPR) van de Princeton-universiteit was een belangrijke demograaf die beïnvloed werd door de ideeën van Himes over contraceptie.
Vanaf de jaren 1950 bleek echter uit steeds meer onderzoek dat anticonceptie niet of nauwelijks bekend was onder moderne jager-verzamelaars. Invloedrijk daarbij was Louis Henry die het begrip natuurlijke vruchtbaarheid introduceerde. Dit was de vruchtbaarheid bij afwezigheid van actieve anticonceptie. Dit is statistisch te onderscheiden van gecontroleerde vruchtbaarheid doordat in het laatste geval de vruchtbaarheid afhankelijk is van het aantal al geboren kinderen in een gezin, de pariteitsprogressie. Als anticonceptie bekend is en actief gebruikt wordt, dan neemt de vruchtbaarheid af bij een bepaalde gezinsgrootte. Dit is weer te geven in grafieken van leeftijdsafhankelijke vruchtbaarheid waarbij deze bij latere leeftijd afneemt. Henry nam echter in een reeks van studies van jager-verzamelaars waar dat de krommen in die grafieken gelijk bleven op latere leeftijd, waaruit hij de conclusie trok dat er geen sprake was van anticonceptie.
De hutterieten werden uitgebreid onderzocht, aangezien deze geloofsgemeenschap niet aan anticonceptie deed en doordat zij goed gevoed zijn een hoge natuurlijke vruchtbaarheid hebben, mede geholpen door een korte borstvoedingsperiode. Hun vruchtbaarheid werd de maatstaf voor het European Fertility Project van OPR. Door antropologen als Virginia Abernethy werd wel aangenomen dat een lagere vruchtbaarheid dan die van de hutterieten een aanwijzing was voor anticonceptie, maar de natuurlijke vruchtbaarheid kan lager liggen door zaken als voeding en gezondheid.
Nancy Howell stelde vast dat infanticide bij de !Kung slechts sporadisch werd toegepast en dat de geboorte-interval vergroot werd door verlengde borstvoeding. Zij onderzocht of de lage vruchtbaarheid te wijten zou zijn aan onvruchtbaarheid die door seksueel overdraagbare aandoeningen werd veroorzaakt, maar dit bleek een te geringe invloed te hebben. Haar studie was een van de meest diepgaande tot dan toe.
Naar aanleiding van het werk van Rose Frisch onderzocht Howell de kritisch-vet-hypothese van Rose, dat een te laag gehalte van lichaamsvet bijdraagt aan onvruchtbaarheid. Daar leken aanwijzingen voor te zijn en daarmee zou het een automatisch mechanisme zijn zodra de draagkracht van de omgeving vermindert.

### Biologie
In de populatiebiologie stelde Vero Copner Wynne-Edwards in 1962 in Animal Dispersion in Relation to Social Behaviour dat er bij dieren sprake zou zijn van homeostase, een biologische onzichtbare hand. Dit mechanisme van groepsselectie werd in 1966 onderuitgehaald door George C. Williams in Adaptation and Natural Selection. Williams stelde dat de individuen die zichzelf beperkingen oplegden door natuurlijke selectie al snel in de minderheid zouden zijn. De discussie richtte zich daarna op de dichtheidsafhankelijke factoren van aantalsregulatie die eerder door David Lack naar voren waren gebracht naar idee van George C. Varley, en de dichtheidsonafhankelijke factoren die benoemd waren door Herbert Andrewartha en Charles Birch.
Hoewel de biologie al snel afscheid nam van de ideeën van Wynne-Edwards, werden deze door een deel van de antropologen omarmd. De meest invloedrijke hiervan was Mary Douglas. Het mechanisme werkte volgens haar niet direct op de eerste levensbehoeftes, maar op welvaart:
I am going to argue that it is the demand for oysters and champagne, not for the basic bread and butter, that triggers off social conventions which hold human populations down.
De moeilijkheid hier is dat deze drijfveren moeilijk van elkaar te onderscheiden zijn, aangezien de kans groot is dat een maatschappij gericht op het voortbrengen van een optimum aan bread and butter grote kans heeft ook het optimum te bieden voor oysters and champagne. Daarnaast impliceert het een elite die in de nog nauwelijks gestratificeerde samenleving van jager-verzamelaars niet aanwezig was. De interpretatie van Douglas vond dan ook weinig navolging, maar via haar die van Carr-Saunders en Wynne-Edwards wel. Zo stelde Joseph Birdsell in 1968:
Among even the simplest of peoples, social factors seem to operate to stabilize population numbers below the absolute level of saturation. [...]
[...] the expanding population may begin to bud off when values from 60 to 70 per cent of carrying capacity are realized.
Birdsell zag daarbij kinderdoding als het mechanisme van geboorteregulering, zelfs 15 tot 50%, merendeels meisjes.

### Politiek
Een deel van de antropologen was voorstander van gezinsplanning, waarmee de vraag of jager-verzamelaars uit het Pleistoceen al aan geboortebeperking deden, een politiek lading kreeg. Een belangrijke voorvechter was Steven Polgar, die stelde dat de recente sterke bevolkingsgroei in ontwikkelingslanden te wijten was aan de westerse invloed die oude bestaande gebruiken van geboortebeperking tegen zou hebben gegaan vanuit economische motieven.
Ester Boserup was juist sterk gekant tegen vormen van bevolkingsbeheersing en stelde dat bevolkingsgroei een stimulans was voor agrarische intensivering die aanleiding waren om innovaties die soms al geruime tijd bestonden opgrote schaal toe te passen. Dit maakte haar argumenten regelmatig gekunsteld.

### Betrouwbaarheid data

#### Demografie
De kwaliteit van de demografische data voor onderzoek naar vruchtbaarheid is goed, maar beperkt. Zo zijn de oudste gegevens van moderne jager-verzamelaars die van de volkstellingen in India van 1872, gevolgd door het onderzoek van John Lossing Buck in China in de jaren 1920 en 1930. Vanaf 1954 is er met de Enquete Demographique data beschikbaar uit Franse koloniën en vanaf 1975 vanuit het World Fertility Survey. Ook waren de steekproeven veelal klein ten opzichte van de populaties waarbij de jager-verzamelaars onvoldoende of zelfs niet vertegenwoordigd waren. Een verdere beperking is dat er niet gevraagd werd naar infanticide. Desondanks geven de hoge geboortecijfers en de distributie daarvan samen met de afwezigheid van kennis over anticonceptie een goede indicatie dat geboortebeperking geen lange geschiedenis heeft.

#### Antropologie
Hoewel er veel antropologische werken zijn over geboortebeperking, zijn er ook hier enkele beperkingen. Zo is er weinig veldwerk en dat wat er is, betreft veelal onderzoek naar Eskimo's en Aborigines. Veel antropologische werken zijn dan ook vooral theoretisch, gebaseerd op veldwerk van anderen.
De kwantitatieve onderbouwing van het voorkomen van infanticide is vrijwel volledig gebaseerd op leeftijdsafhankelijke geslachtsverhoudingen waarbij aangenomen werd dat moeders minimaal twintig jaar oud waren. Daardoor lijkt de geslachtsverhouding onder de twintig een bovengemiddeld aantal mannen te tellen, wat tot de conclusie leidde dat er infanticide plaatsvond en wel op meisjes. Carmel Schrire en William Steiger onderzochten de ruwe data over Eskimo's en stelden dat infanticide nauwelijks voorkwam. Met een simulatiemodel toonden ze aan dat boven de 8% infanticide zelfs tot het uitsterven van de bevolking zou leiden.
Vroeg onderzoek bij de Aborigines noemt infanticide als uitzonderlijk en dan alleen als het kind niet levensvatbaar lijkt te zijn, of niet onderhouden kan worden. Ook bij andere samenlevingen waren de aanwijzingen onduidelijk of nauwelijks aanwezig.
Ook voor abortus zijn er weinig aanwijzingen. George Devereux stelde na een analyse van de data van 400 samenlevingen dat de statistieken op dit vlak tekort schoten. Volgens Moni Nag hing dit samen met het grote risico voor de moeder dat gepaard gaat met abortus in deze samenlevingen.
William Tulio Divale en Marvin Harris doorzochten 112 samenlevingen in de Human Relations Area Files en vonden bij 41% geen informatie over infanticide, 9% zonder infanticide, 2% waar het ongewoon was, 12% waar het soms plaatsvond en 36% waar het algemeen voorkwam. De data in de Files is echter regelmatig gebaseerd op vluchtige aanwijzingen.